# Muzeum Narodowe Bośni i Hercegowiny
Muzeum Narodowe Bośni i Hercegowiny (bośn. Zemaljski Muzej Bosne i Hercegovine) – muzeum zlokalizowane w centralnym Sarajewie, stolicy Bośni i Hercegowiny. Muzeum zostało założone w 1888 roku.
Muzeum to jest kulturalną i naukową instytucją obejmującą szeroki zakres przestrzeni oraz zbiorów z zakresu archeologii, historii sztuki, etnologii, geografii, historii oraz historii naturalnej. Muzeum w swoich zbiorach posiada unikalną żydowską hagadę z około 1350 roku.
Na początku października 2012, z powodu kłopotów finansowych, muzeum zostało po 124 latach od założenia zamknięte. 15 września 2015 muzeum zostało ponownie otwarte.